# 사이토 료 (1999년 6월)
사이토 료(일본어: 斉藤 諒, 1999년 6월 10일~)는 일본의 축구 선수이다.

## 구단 경력
그는 2022년 J2리그의 이와테 그루자 모리오카에 입단했다. 2022년후 J3리그에 강등했다. 2023년 리그 데뷔, 2024년까지 24경기에 출전. 2025년 일본 풋볼 리그의 라인미어 아오모리로 이적했다.